# Heterothops praevius
Heterothops praevius är en skalbaggsart som beskrevs av Wilhelm Ferdinand Erichson 1839. Heterothops praevius ingår i släktet Heterothops, och familjen kortvingar. Enligt den finländska rödlistan är arten nationellt utdöd i Finland. Arten är reproducerande i Sverige. Artens livsmiljö är byggnader.